# El Español (1810-1814)
El Español fue un periódico publicado en Londres entre 1810 y 1814, de periodicidad mensual y fundado por el periodista y escritor español José María Blanco White, exiliado.
Su primer número apareció el 30 de abril de 1810. Crítico con la Constitución y las Cortes de Cádiz, se llegó a prohibir su distribución en los territorios españoles. El periódico dejó de publicarse después del retorno de Fernando VII al poder y la restauración del absolutismo. Entre los colaboradores de la publicación estuvo Francisco Martínez de la Rosa, además de incluir Blanco White textos de autores como Jovellanos, Jeremy Bentham o William Paley, entre otros.